# 白木山站
白木山站（日语：／ Shirakiyama eki */?）是位於廣島縣廣島市安佐北區白木町大字三田5568番，西日本旅客鐵道（JR西日本）的藝備線車站。

## 歷史
- 1930年（昭和5年）1月1日 - 藝備鐵道（日语：芸備鉄道）開設白木山口停留場。
  - 當時車站地址為廣島縣高田郡三田村。
- 1937年（昭和12年）7月1日 - 藝備鐵道被國有化，備中神代站至廣島站之間成為藝備線。此站成為藝備線車站。同時車站改名為白木山站。
- 1941年（昭和16年）8月10日 - 由於停止使用汽油車，車站暫停營業。
- 1963年（昭和38年）12月5日 - 白木山站復活。
  - 當時車站地址為廣島県高田郡白木町（日语：白木町）大字三田（在1956年（昭和31年）9月30日，白木町成立）。
- 1973年（昭和48年）10月22日 - 白木町編入至廣島市，車站地址變為廣島縣廣島市白木町大字三田。
- 1980年（昭和55年）4月1日 - 廣島市成為政令指定都市，車站地址變為廣島縣廣島市安佐北區白木町大字三田。
- 1987年（昭和62年）4月1日 - 伴隨國鐵分割民營化，車站由西日本旅客鐵道（JR西日本）營運。
- 2018年（平成30年）7月7日 - 狩留家站至此站之間，越過三篠川的鐵路橋由於發生豪雨，使橋腳被沖毀。前往廣島站一方的路軌不能通行。
- 2019年（令和元年）10月23日 - 狩留家站至中三田站之間重開[1][2]。

## 車站構造
車站是一座地面車站，設有1面1線的單式月台，往廣島方向的列車會開啟左邊車門。由於車站建設彎位上，因此列車停站時會稍為傾側。此站沒有車站大樓，在月台上只有簡單候車室，同時設有自動售票機和男女共用旱廁。
此站是由廣島站管理的無人車站。另外，此站位於JR特定都區市內制度中，「廣島市內」的車站，但是此站不可使用ICOCA。

## 車站周邊
車站對出為有一些民居。在越過三篠川後，設有主要地方道路廣島三次線。縣道上設有超級市場和家品中心。在車站後方（月台對面）設有田地。此站的名稱取自鄰近的山峰名稱「白木山」，在星期六、日會有遠足人士到訪該處。
- 西福寺
- 順覺寺
- 別當山
- 白木山登山口
- 廣島縣道37號廣島三次線（日语：広島県道37号広島三次線）
- 米利（日语：コメリ）Heart & Green 白木店
- 廣島市市民農園

## 使用狀況
根據「廣島市統計書」和「廣島市勢要覧」，以下為使用人次。
| 年度               | 1日平均 乘車人次 | 1年總 乘車人次 | 定期票 人次 | 普通票 人次 |
| ------------------ | ---------------- | -------------- | ----------- | ----------- |
| 1974年（昭和49年） | 131.9            | 96,282         | 75,376      | 20,906      |
| 1975年（昭和50年） | 184.8            | 135,295        | 106,750     | 28,545      |
| 1976年（昭和51年） | 219.7            | 160,401        | 124,960     | 35,441      |
| 1977年（昭和52年） | 226.9            | 165,655        | 134,066     | 31,589      |
| 1978年（昭和53年） | 232.2            | 169,522        | 139,512     | 30,010      |

| 年度                | 1日平均 乘車人次 |
| ------------------- | ---------------- |
| 1979年（昭和54年）  | 223              |
| 1980年（昭和55年）  | 225              |
| 1981年（昭和56年）  | 242              |
| 1982年（昭和57年）  | 243              |
| 1983年（昭和58年）  | 234              |
| 1984年（昭和59年）  | 226              |
| 1985年（昭和60年）  | 224              |
| 1986年（昭和61年）  | 213              |
| 1987年（昭和62年）  | 216              |
| 1988年（昭和63年）  | 212              |
| 1989年（平成 元年） | 206              |
| 1990年（平成02年）  | 213              |
| 1991年（平成03年）  | 211              |
| 1992年（平成04年）  | 207              |
| 1993年（平成05年）  | 208              |
| 1994年（平成06年）  | 207              |
| 1995年（平成07年）  | 215              |
| 1996年（平成08年）  | 231              |
| 1997年（平成09年）  | 226              |
| 1998年（平成10年）  | 218              |
| 1999年（平成11年）  | 214              |
| 2000年（平成12年）  | 204              |
| 2001年（平成13年）  | 199              |
| 2002年（平成14年）  | 183              |
| 2003年（平成15年）  | 189              |
| 2004年（平成16年）  | 192              |
| 2005年（平成17年）  | 187              |
| 2006年（平成18年）  | 189              |
| 2007年（平成19年）  | 193              |
| 2008年（平成20年）  | 188              |
| 2009年（平成21年）  | 169              |
| 2010年（平成22年）  | 162              |
| 2011年（平成23年）  | 159              |
| 2012年（平成24年）  | 162              |
| 2013年（平成25年）  | 166              |
| 2014年（平成26年）  | 154              |
| 2015年（平成27年）  | 155              |
| 2016年（平成28年）  | 148              |
| 2017年（平成29年）  | 155              |
| 2018年（平成30年）  | 99               |

乘車人次圖表

## 相鄰車站
西日本旅客鐵道（JR西日本）
 藝備線
■快速「三次快車」
通過
■普通
中三田－白木山－狩留家（JR-P09）

## 注腳
1. ↑  . NHK NEWS WEB (日本放送協会). 2019-10-23  [2019-10-27]. （原始内容存档于2019-10-28） （日语）.
2. ↑   (新闻稿). 西日本旅客鉄道. 2019-09-06  [2019-09-09]. （原始内容存档于2020-09-26） （日语）.

## 外部連結
- 白木山｜車站資訊：JR出門網 - 西日本旅客鐵道（日語）